# علی‌آباد سنجه‌باشی
علی‌آباد سنجه‌باشی یک روستا در ایران است که در شهرستان محلات واقع شده‌است. علی‌آباد سنجه‌باشی ۲۵ نفر جمعیت دارد.